# بزرگراه ایالتی ۳۵۵

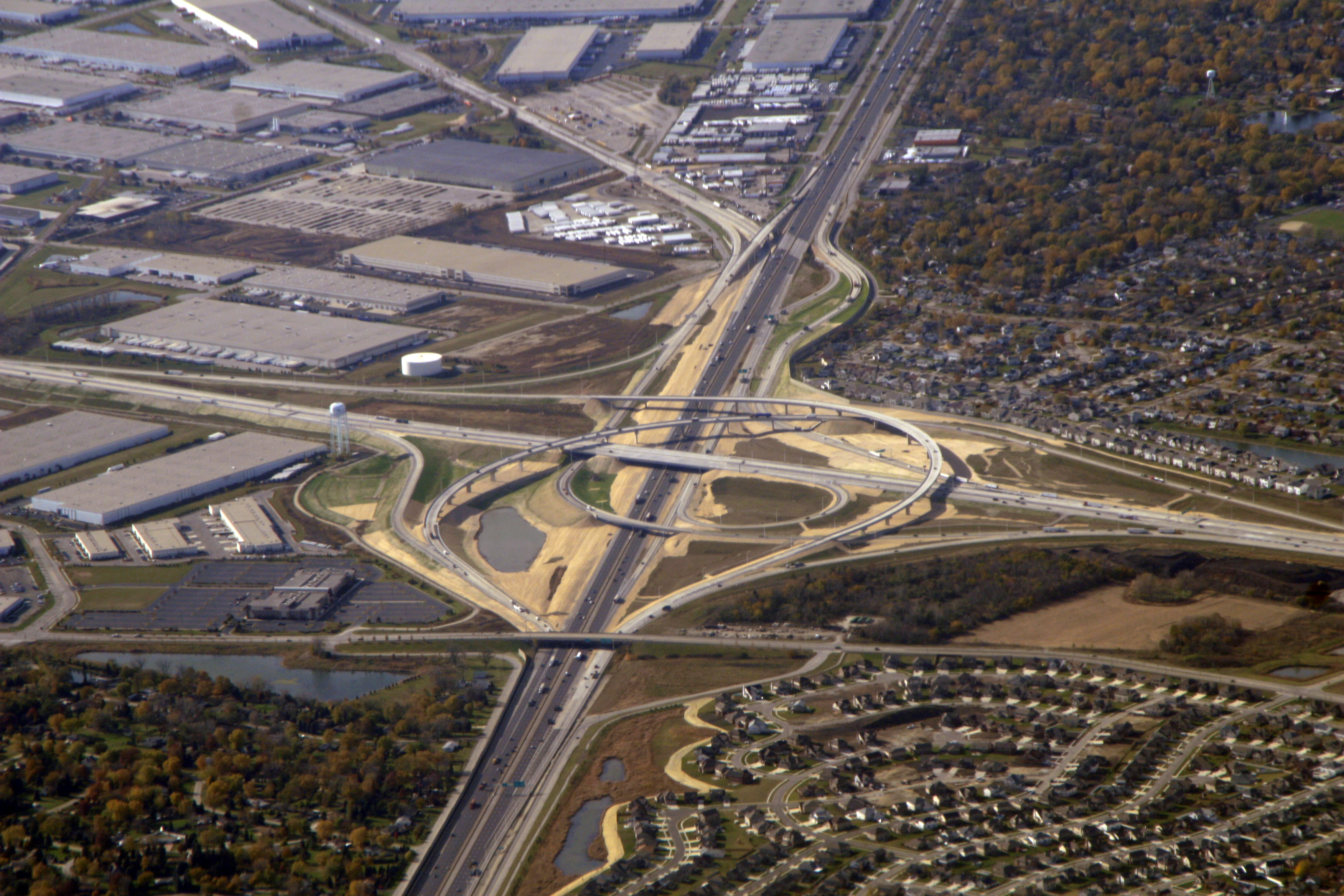
تبادل با I-55 در بولینگبروک، که قبلاً پایانه جنوبی I-355 بود

بزرگراه ایالتی ۳۵۵، یک بزرگراه بین شهری در حومه غربی و جنوب غربی شیکاگو در ایالت ایلینوی ایالات متحده واقع شده‌است. I-355 مانند سایر بزرگراه‌ها در بخش شمال شرقی ایالت قرار دارد و توسط اداره خودگردان عوارض بزرگراه ایالت ایلینوی (ISTHA) کنترل می‌شود. بزرگراه I-355 در شمال نیو لینکس، ایلینوی از I-80 سرچشمه می‌گیرد، و در ایتاسکا به I-290 وصل می‌شود که مسافت آن ۳۲٫۵ مایل (۵۲٫۳ کیلومتر) است به استثنای ۴ مایل (۶٫۴ کیلومتر) که در سال ۲۰۰۹ در بزرگراه دولتی ایالات متحده گسترش یافت که (شامل بزرگراه دولتی ۳۴،(حدفاصل بزرگراه ۳۴ و خیابان اوگدن) تا بزرگراه ۷۵، که در شش باند عریض تا پایان مسیر گسترش پیدا کرد.